# 瓦连京·切库罗夫
瓦连京·安德烈耶维奇·切库罗夫（俄語：Валентин Андреевич Чекуров；1906年7月6日—1997年2月2日）是苏联军事将领，海军中将（1955年）。
1955年6月18日，一支由切库罗夫海军中将率领的苏联舰队从符拉迪沃斯托克出发，前往上海访问。这支舰队包括“德米特里·波扎尔斯基”号巡洋舰和两艘雷击舰。20日到达上海，受到热烈欢迎。切库罗夫等人22日抵达北京，先后会见了彭德怀、周恩来等领导人。
24日乘飞机回到上海。25日下午六点半，在南京路外滩和平饭店第八楼休息厅内，萧劲光海军大将向切库罗夫海军中将和访华舰队的全体军官转送了毛泽东主席赠送的“中苏友谊章”。26日，切库罗夫率舰队按原计划返回。